# Marcenais
Marcenais település Franciaországban, Gironde megyében. Lakosainak száma 839 fő (2022. január 1.). Marcenais Laruscade, Marsas, Périssac, Saint-Genès-de-Fronsac, Cavignac, Tizac-de-Lapouyade és Val de Virvée községekkel határos.

## Népesség
A település népességének változása:
| Lakosok száma | 389  | 522  | 527  | 661  | 730  | 738  | 772  | 813  | 821  | 839  |
|               | 1968 | 1982 | 1990 | 2006 | 2013 | 2015 | 2017 | 2019 | 2020 | 2022 |